# Lowell, Indiana
Lowell är en stad (town) i Lake County, i delstaten Indiana, USA. Enligt United States Census Bureau har staden en folkmängd på 9 269 invånare (2011) och en landarea på 13,4 km².